# 麥可·羅

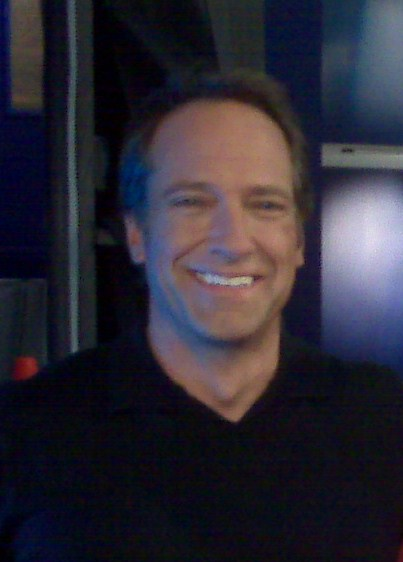
麥可·羅

麥克·喬治·羅（Michael Gregory Rowe，1962年3月18日—），暱稱麥可·羅（Mike Rowe），生於馬里蘭州巴爾的摩，Discovery channel主持人，著名節目有《幹盡苦差事》，他也負責許多節目的旁白，例如《漁人的搏鬥》、《超炫美式機車》。

## 生平
他長期參與美國童軍。1979年1月2日，成為巴爾的摩第16童軍團的鷹級童軍。
畢業於陶森大學，主修傳播學。

## 外部連結
- 麥可·羅官方網站（页面存档备份，存于）